# Имера
Имера (грч. Ίμερα) је насељено место у општини Сервија у периферији Западна Македонија, Грчка. Према попису из 2021. године било је 102 становника.
Насеље је 1913. године имало 1.150 житеља Турака. После 1923. године турско становништво је принудно исељено у Турску а на њихово место су насељене караманлијске избегличке породице, којих је на попису из 1928. године било 404. Село се раније звало Хејбели.